# Carlos Deltour
Carlos Deltour, francoski veslač, * 8. april 1864, † 29. maj 1920.
Deltour je na Poletnih olimpijskih igrah 1900 v Parizu nastopil za francoski klub Rowing Club Castillon v dvojcu s krmarjem. Čoln je osvojil bronasto medaljo.